# Ben Bright
Benjamin Clifford ("Ben") Bright (Waiuku, 12 juli 1974) is een Nieuw-Zeelands triatleet uit Christchurch. Hij was wereldkampioen triatlon bij de junioren.
In 1994 boekte hij zijn eerste succes met het winnen van het WK triatlon voor junioren in Wellington, nadat hij drie jaar eerder al eens een bronzen medaille had gewonnen bij deze kampioenschappen. Bright deed in 2000 mee aan de eerste triatlon op de Olympische Zomerspelen van Sydney. Daar behaalde hij een 38e plaats met een tijd van 1:52.17,26.
Later is hij zwemtrainer geworden van een lokale zwemclub in Hong Kong. Hier heeft hij een aantal zwemmers getraind waaronder een Olympische zwemmer en een aantal veterane recordzwemmers. Daarna is hij triatloncoach van een Engelse universiteit geworden.

## Titels
- Nieuw-Zeelands kampioen - 2000
- Wereldjeugdkampioen triatlon - 1994

## Belangrijkste prestaties

### triatlon
- 1991:  WK junioren in Gold Coast - 1:52.55
- 1993: 5e WK olympische afstand in Manchester - 1:54.20
- 1994:  WK junioren in Wellington - 1:53.48
- 1997:  Triatlon van Embrun - 2:03.41
- 2000: 38e Olympische Spelen van Sydney - 1:52.17,26
- 2000: 5e ITU wereldbekerwedstrijd in Sydney